# Insidious: The Red Door
Série Insidious
Insidious : La Dernière Clé
(2018)
Pour plus de détails, voir Fiche technique et Distribution.
Insidious: The Red Door (Insidieux : La Porte rouge au Québec) est un film d'horreur américain réalisé par Patrick Wilson et sorti en 2023. Il s'agit du cinquième volet de la franchise Insidious. Il fait suite au premier volet et à Insidious : Chapitre 2. Il marque les débuts de l'acteur Patrick Wilson à la réalisation.
Le réalisateur du premier Insidious James Wan produit le film, tout comme Jason Blum à travers Blumhouse Productions. Ty Simpkins, Patrick Wilson, Andrew Astor, Rose Byrne, Steve Coulter, Leigh Whannell, Angus Sampson et Lin Shaye reprennent leurs rôles des films précédents ; Hiam Abbass et Sinclair Daniel rejoignent également la distribution.
Après la sortie d'Insidious : La Dernière Clé en 2018, Blumhouse choisit de produire les futurs films de la série, y compris un crossover avec la série Sinister. En octobre 2020, le studio annonce que Wilson va réaliser et jouer dans le nouveau film, Scott Teems écrivant le scénario sur la base d'une histoire écrite par Leigh Whannell. Le tournage débute en août 2022 dans le comté de Morris et à Madison autour de Jersey City et s'achève le même mois.
Insidious: The Red Door sort aux États-Unis chez Sony Pictures Releasing le 7 juillet 2023.
Dix ans après, Josh Lambert se rend vers l'est du pays pour y déposer son fils Dalton (Ty Simpkins) qui entre à l'université. Cependant, la vie étudiante du jeune homme est perturbée par le retour de démons de son passé qui reviennent soudainement hanter son père et lui.

## Synopsis
Neuf ans après sa possession, Josh Lambert a refoulé les souvenirs de son expérience dans le royaume des ombres. Il est divorcé de sa femme Renai et sa mère Lorraine est décédée récemment. Sa relation avec son fils Dalton est devenue tendue et il tente d'apaiser les choses entre eux en le déposant à l'université, mais cela se termine par une dispute.
Lors de son premier cours d'art, Dalton finit par dessiner la porte rouge utilisée pour entrer dans le royaume des ombres. Pendant ce temps, Josh commence à être hanté par l'esprit d'un homme, et finit par découvrir qu'il s'agit de son père Ben Burton qui, selon lui, a abandonné sa famille lorsqu'il était jeune. Dalton assiste à une fête de fraternité avec sa colocataire Chris, où il voit le fantôme d'un étudiant qui vomit constamment. Après être retourné accidentellement dans le royaume des ombres, Chris montre à Dalton une vidéo YouTube de Specs et Tucker, expliquant le fonctionnement de la projection astrale, qui mène à un clip d'Elise Rainier parlant du royaume des ombres.
Dalton tente à nouveau de se projeter dans l'astral pendant que Chris veille sur son corps. Elle est alors attaquée par une entité invisible et ses cris alertent Dalton, qui se précipite dans son corps et voit que l'entité est le démon au visage rouge qui le tourmentait lorsqu'il était enfant. Après avoir été averti par Chris de ne plus utiliser ses pouvoirs, Dalton reçoit un appel de son frère Foster qui lui parle d'un rêve récurrent qu'il faisait, dans lequel Josh essayait de les tuer. Cela ravive la mémoire de Dalton et il termine sa peinture, qui montre un Josh possédé devant la porte rouge. Dalton, bouleversé, se retrouve dans le royaume des ombres, au moment où Josh, possédé, les a attaqués au sous-sol. Il s'attaque à Josh qui tente de tuer son cadet et se retrouve transporté dans l'antre du démon au visage rouge.
Josh commence à faire des recherches sur son père et découvre qu'il s'est suicidé alors qu'il était interné dans un hôpital psychiatrique. Il parle à Renai, qui lui révèle la vérité sur ce qui est arrivé à leur famille il y a dix ans et lui apprend que son père avait aussi la capacité de se projeter dans l'astral, mais qu'il croyait que les choses qu'il voyait étaient le résultat d'une maladie mentale. Foster leur montre une photo de la peinture de Dalton qu'il a envoyée par SMS et ils réalisent que Dalton est en danger. Renai aide Josh à retourner dans le royaume des ombres pour sauver leur fils.
Dalton étant piégé dans son repaire, le démon possède son corps et tente de tuer Chris, mais il en est empêché lorsque Josh parvient à trouver et à libérer Dalton. Le démon les poursuit à travers la porte rouge et Josh reste derrière pour la garder fermée afin que Dalton soit en sécurité. Dalton retourne à son corps et repeint la peinture de la porte rouge avec de la peinture noire, qui à son tour scelle la vraie porte et le royaume des ombres de façon permanente.
Josh rencontre alors l'esprit de son père, qui le guide vers le monde des vivants. Une fois de retour, Josh accepte de dîner avec Renai et les enfants, ce qui laisse présager de possibles retrouvailles. En partant, il rencontre sans le savoir l'esprit d'Elise, qui lui dit qu'il a un bel avenir devant lui. Josh se rend ensuite à l'université de Dalton, où le père et le fils se réconcilient alors que Dalton lui offre une peinture de Josh portant un jeune Dalton hors du royaume des ombres.
Dans une scène post-générique, la lumière au-dessus de la porte rouge, désormais scellée, commence à vaciller.

## Fiche technique
Sauf indication contraire, les informations mentionnées dans cette section peuvent être confirmées par la base de données cinématographiques IMDb,  présente dans la section « Liens externes ».
- Titre original et français : Insidious: The Red Door
- Titre québécois : Insidieux : La Porte rouge
- Réalisation : Patrick Wilson
- Scénario : Scott Teems d'après une histoire et les personnages créés par Leigh Whannell
- Musique : Joseph Bishara
- Direction artistique : Abraham Chan
- Décors : Adam Reamer
- Costumes : Dajia Milan
- Photographie : Autumn Eakin
- Montage : Derek Ambrosi
- Production : Jason Blum, Oren Peli, James Wan et Leigh Whannell (producteurs) ; Jon Romano, Jennifer Scudder Trent et Howard Young (coproducteurs) ; Brian Kavanaugh-Jones, Charles Layton, Steven Schneider et Ryan Turek (producteurs délégués)
- Sociétés de production : Blumhouse Productions, Screen Gems et Stage 6 Films (en)
- Sociétés de distribution : Sony Pictures Releasing (États-Unis), Sony Pictures Releasing France (France)
- Budget : 16 millions de dollars[2]
- Pays de production :  États-Unis
- Langue originale : anglais
- Format : couleur
- Genre : horreur
- Durée : 107 minutes
- Dates de sortie[3] : 
  - France : 5 juillet 2023
  - États-Unis, Canada : 7 juillet 2023
- Classification :
  - États-Unis : PG-13 (Accord parental - les enfants de moins de 13 ans doivent être accompagnées d'un adulte)
  - France : Interdit aux moins de 12 ans avec avertissement lors de sa sortie en salles.

## Distribution
- Ty Simpkins (VF : Aurélien Raynal ; VQ : Dominik Dagenais) : Dalton Lambert
- Patrick Wilson (VF : Alexis Victor ; VQ : Patrice Dubois) : Josh Lambert
  - Kasjan Wilson (VQ : Oscar Vaillancourt) : Josh Lambert, jeune
- Rose Byrne (VF : Sylvie Jacob ; VQ : Mélanie Laberge) : Renai Lambert
- Sinclair Daniel (VF : Amélia Ewu ; VQ : Lauriane S. Thibodeau) : Christina "Chris" Winslow
- Hiam Abbass (VF : Zaïra Benbadis ; VQ : Élise Bertrand) : le professeur Armagan
- Andrew Astor (VF : Tom Trouffier ; VQ : Maxime Desjardins (adulte) - Léo Meunier (enfant)) : Foster Lambert
- Juliana Davies : Kali Lambert
- Steve Coulter (VF : Yann Guillemot ; VQ : Benoît Rousseau) : Carl
- Justin Sturgis : Alec Anderson
- Joseph Bishara : Lipstick-Face demon
- Leigh Whannell (VF : Damien Witecka ; VQ : Philippe Martin) : Steven Specs
- Angus Sampson (VQ : Frédéric Paquet) : Tucker
- Peter Dager (VF : Alexis Gilot ; VQ : Alexandre Bacon) : Nick
- Lin Shaye (VQ : Johanne Garneau) : Elise Rainier (caméo - fantôme)

 Source et légende : version française (VF) sur RS Doublage ; version québécoise (VQ) sur Doublage.qc.ca

## Production

### Genèse et développement
Après le succès commercial du précédent volet Insidious : La Dernière Clé (2018), une suite est annoncée. Le producteur Jason Blum exprime son souhait de faire un crossover avec Sinister (2012). En octobre 2020, il est finalement révélé que ce nouveau film sera une suite directe de Insidious (2010) et Insidious : Chapitre 2 (2013) et que Patrick Wilson — qui interprète Josh Lambert dans ces deux films — fera ses débuts comme réalisateur. Le script est écrit par Scott Teems, d'après une idée de Leigh Whannell,,,.

### Attribution des rôles
En février 2022, il est confirmé que Patrick Wilson et Ty Simpkins reprendront leurs rôles des précédents films. En août 2022, Peter Dager, Sinclair Daniel et Hiam Abbass sont confirmés, tout comme le retour de Rose Byrne.

### Tournage
En février 2022, l'acteur-réalisateur Patrick Wilson confirme que les repérages ont débuté et que le tournage débutera au printemps. Les prises de vues débutent en août 2022. Elles se déroulent notamment dans le comté de Morris, dans le New Jersey, notamment à Morristown, Chatham, Florham Park, ainsi qu'à l'université Drew et dans d'autres lieux à Madison,. Le 22 août, Wilson annonce que le tournage est terminé.

### Bande originale
La musique du film est composée par Joseph Bishara, qui a déjà écrit la musique des quatre premiers films de la série. Le groupe suédois Ghost et l'acteur Patrick Wilson ont fait équipe pour reprendre Stay de Shakespears Sister. La reprise est diffusée durant le générique de fin.

## Accueil

### Accueil critique
Sur le site web Rotten Tomatoes, 38 % des 52 critiques sont positives, avec une note moyenne de 5/10. Le consensus critique du site est le suivant : « Les précédents volets ont parfois été intéressants, mais Insidious : The Red Door offre un dénouement décevant à une franchise autrefois effrayante ». Metacritic, qui utilise une moyenne pondérée, attribue au film un score de 45 sur 100, sur la base de 19 critiques, ce qui indique des « critiques mitigées ou moyennes ».
Owen Gleiberman de Variety donne une critique négative du film : « Pour un premier réalisateur, Patrick Wilson ne fait pas un mauvais travail, mais il travaille avec des clichés qui ont déjà été utilisés jusqu'à la mort. Il est temps de fermer ce carnaval des âmes ». Meagan Navarro, de Bloody Disgusting, estime que le film a permis de clore la série de manière satisfaisante. Elle explique : « Ceux qui espèrent en apprendre davantage sur le démon du rouge à lèvres et sur les recoins les plus sombres du royaume des ombres risquent d'être déçus. The Red Door ne s'intéresse pas à la mythologie, mais plutôt à la façon dont ses fantômes ont fracturé la famille et à la question de savoir si leur amour durable peut les guérir à nouveau. Wilson rappelle au public pourquoi il s'est laissé séduire par la famille Lambert avec une suite sentimentale qui lui fait tendrement ses adieux. Bien qu'elle ne donne pas un sentiment de finalité au royaume des ombres ou à ses fantômes, elle offre une fin poignante aux protagonistes qui ont tout déclenché ».

### Box-office
| Pays ou région    | Box-office      | Date d'arrêt du box-office | Nombre de semaines |
| ----------------- | --------------- | -------------------------- | ------------------ |
| États-Unis Canada | 82 156 962 $    | 14 septembre 2023          | 10                 |
| France            | 647 280 entrées | 15 août 2023               | 6                  |
| Total mondial     | 189 086 877 $   | -                          | -                  |